# Enrique de Braganza
Enrique de Braganza (Berna, 6 de noviembre de 1949 - Ferragudo, 14 de febrero de 2017) fue Infante de Portugal, hijo menor de Duarte Nuno, duque de Braganza, cabeza de la familia real portuguesa. Su hermano, Duarte Pio, duque de Braganza, es el actual cabeza de la familia real.

## Biografía
Henrique Nuno João Miguel Gabriel Rafael era hijo de Duarte Nuno, Duque de Braganza, pretendiente al extinto trono de Portugal, y María Francisca de Orleans-Braganza. Su nombre completo es Miguel Gabriel Rafael, nombre de la tradición de la Casa de Braganza que honre a los tres arcángeles de la Iglesia católica. 
En 1950, las leyes portuguesas de destierro fueron derogadas y a la familia de Henrique se le permitió regresar a Portugal, lo que hizo junto con sus padres y hermanos mayores en 1952.

## Muerte
D. Henrique murió el 14 de febrero de 2017 a los 67 años en Ferragudo.
Henrique era el quinto en la línea de sucesión del trono portugués en el momento de su muerte.